# Vila Verde (Figueira da Foz)
Pour les articles homonymes, voir Vila Verde (homonymie).
Vila Verde est une paroisse civile portugaise (en portugais : freguesia) de la municipalité de Figueira da Foz dans le district et la région de Coimbra.

## Géographie
Vila Verde est située sur la rive droite du Mondego, à l'est du centre urbain de Figueira da Foz. Elle est desservie par l'autoroute A14 (sortie no 2 et 3) ainsi que par le chemin de fer (gare de Fontela).
La paroisse comprend plusieurs villages et lieux-dits : Alqueves, Casal da Marinha, Casal do Andrade, Casal do Luís, Casal dos Foros, Casal dos Grilos, Centieira, Ervidinho, Feteira de Baixo, Feteira de Cima, Fontela, Gândara, Lares, Mato do Pina, Quinta das Mesquitas, Salmanha, Seixal, Vale de Avito, Vale de Rosas et Vila Verde.

## Histoire
Les villages de São Veríssimo (qui deviendra Vila Verde) et Fontanela (qui deviendra Fontela) apparaissent dès 1069. La paroisse n'est toutefois créée qu'en 1790, à partir de São Julião da Figueira da Foz et d'Alhadas.
Dans le cadre de la réforme territoriale de 2012-2013, des territoires de la paroisse de Vila Verde sont intégrés à celle de Lavos, de l'autre côté du Mondego, notamment l'île de Morraceira.

## Démographie
Lors du recensement de 2021, Vila Verde compte 2 670 habitants.